# フィル・メヒュー
フィル・メヒュー（Phil Méheux B.S.C. 1941年9月17日 - ）は、イギリスの撮影監督。ケント州シドカップ出身。マーティン・キャンベルやラジャ・ゴズネル作品の撮影で知られる。2002年から2006年まで英国撮影監督協会（B.S.C.）の会長を務めた。

## 主なフィルモグラフィー
- ブラッドヘル Exposé (1975) 劇場未公開、クレジットなし
- 特捜班CI-5 The Professionals (1978) テレビドラマ
- 長く熱い週末 The Long Good Friday (1980) 劇場未公開
- オーメン/最後の闘争 Omen III: The Final Conflict (1981)
- ファイナル・オプション Who Dares Wins (1982)
- 愛と名誉のために The Honorary Consul (1983) 劇場未公開
- フィービー・ケイツのレース Lace (1984) テレビ映画
- マックス・ヘッドルーム Max Headroom (1987) テレビドラマ
- 第四の核 The Fourth Protocol (1987) 劇場未公開
- クリミナル・ロウ Criminal Law (1989)
- レネゲイズ Renegades (1989)
- ハイランダー2 甦る戦士 Highlander II: The Quickening (1991)
- ディフェンスレス/密会 Defenseless (1991)
- ジャック・ルビー Ruby (1992)
- トライアル/審判 The Trial (1993)
- ヴァイラス Ghost in the Machine (1993) 劇場未公開
- ノー・エスケイプ No Escape (1994)
- 007 ゴールデンアイ GoldenEye (1995)
- セイント The Saint (1997)
- マスク・オブ・ゾロ The Mask of Zorro (1998)
- エントラップメント Entrapment (1999)
- アンドリューNDR114 Bicentennial Man (1999)
- すべては愛のために Beyond Borders (2003)
- 80デイズ Around the World in 80 Days (2004)
- レジェンド・オブ・ゾロ The Legend of Zorro (2005)
- 007 カジノ・ロワイヤル Casino Royale (2006)
- ビバリーヒルズ・チワワ Beverly Hills Chihuahua (2008)
- 復讐捜査線 Edge of Darkness (2010)
- スマーフ The Smurfs (2011)
- 闘魂先生 Mr.ネバーギブアップ Here Comes the Boom (2012)
- スマーフ2 アイドル救出大作戦! The Smurfs 2 (2013)
- スポンジ・ボブ 海のみんなが世界を救Woo! The SpongeBob Movie: Sponge Out of Water (2015)